# Ekscypleks

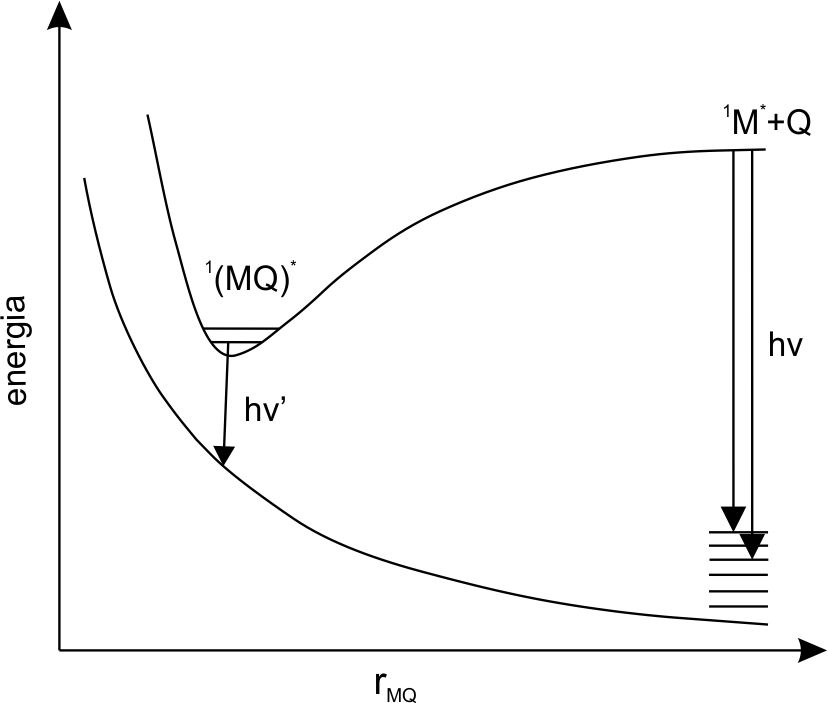
Schemat powierzchni energetycznych i powstawania ekscypleksów

Ekscypleks – kompleks w stanie wzbudzonym tworzony w wyniku asocjacji dwóch różnych cząsteczek, z których jedna jest w stanie wzbudzonym, a druga w podstawowym. Proces ten można przedstawić jako:
{\displaystyle M{\xrightarrow {h\nu }}M^{*}{\xrightarrow {Q}}(MQ)^{*}.}
Dowodem na istnienie ekscypleksu jest porównanie emisji każdego z monomerów z widmem emisyjnym badanego układu molekularnego. Obserwowane widmo jest przesunięte w stronę większych wartości długości fali. Kompleksy tego typu istnieją wyłącznie w stanie wzbudzonym. W stanie podstawowym dysocjują, ponieważ aby były trwałe muszą znajdować się w minimum energii potencjalnej. Załączony rysunek przedstawia proces tworzenia ekscypleksu. Schemat ten ilustruje również dlaczego pasmo emisji tego typu kompleksu jest pozbawione struktury (jest obłe). Jest tak, ponieważ przejście przy emisji {\displaystyle h\nu '} zachodzi do nieskwantowanego stanu podstawowego (w przeciwieństwie do emisji ze stanu wzbudzonego pojedynczej cząsteczki).
Do opisu ekscypleksów wykorzystuje się funkcje falową postaci:
{\displaystyle \Psi _{escypleks}=a\Psi _{D^{*}A}+b\Psi _{DA^{*}}+c\Psi _{D^{-}A^{+}}+d\Psi _{D^{+}A^{-}},}
gdzie wyrażenia {\displaystyle a\Psi _{D^{*}A},b\Psi _{DA^{*}}} oznaczają składowe związane ze wzbudzaniem elektronowym donora i akceptora, natomiast {\displaystyle c\Psi _{D^{-}A^{+}},d\Psi _{D^{+}A^{-}}} to składowe związane z przeniesieniem ładunku. Zatem w ekscypleksie zachodzi zarówno przeniesienie ładunku (jonizacja), jak i przeniesienie energii w postaci wzbudzania donora lub akceptora.
Warunki tworzenia się ekscypleksów są związane z energią tworzenia izolowanych jonów {\displaystyle A^{-}} i {\displaystyle D^{+}.} Energia ta w stanie podstawowym wynosi:
{\displaystyle \Delta G=I_{D}-E_{A},}
gdzie:
{\displaystyle I_{D}} – potencjał jonizacji – energia najwyższego wiążącego orbitalu,
{\displaystyle E_{A}} – powinowactwo elektronowe – energia najniższego antywiążącego orbitalu.
W związku z tym, że jedna cząsteczka jest wzbudzona, energia tworzenia zmniejsza się o energię wzbudzenia {\displaystyle E_{00}.} Ponadto izolowane jony zostają przeniesione na odległość równowagową {\displaystyle r,} zatem energia tworzenia zmniejsza się również o energię oddziaływań elektrostatycznych.
Podsumowując:
{\displaystyle \Delta G=I_{D}-E_{A}-E_{00}-{\frac {e^{2}}{4\pi \varepsilon _{0}r}}.}
Warunkiem tworzenia ekscypleksów jest {\displaystyle \Delta G<0.}